# Tidsaxel över Iraks historia
Den här artikeln ger en översikt av Iraks historia.

## Förhistorisk tid
Detta är en översikt. Huvudartikeln heter Iraks historia: Förhistorisk tid
De äldsta fynden efter människor i Irak är gravfynd i neandertalgrottorna i Shanidar daterade till äldre stenålder omkring 80 000 f.Kr..
5500 f.Kr. Jordbruk i södra Mesopotamien
4500 f.Kr. Plog, hjul och segel
3400 f.Kr. De första sumeriska städerna
3300 f.Kr. Lertavlor
2334 f.Kr. Kung Sargon av Akkad grunlägger det första imperiet
2100 f.Kr. De första Zigguraterna byggs
1813-1781 f.Kr. Kung Shamshi-Adad gör Assyrien till regionens stormakt
1792-1750 f.Kr. Hammurabi gör Babylon till regionens mäktigaste stat
1595 f.Kr. Babylon störtas av hetitterna
1500 f.Kr. Järnet tas i bruk
911-627 f.Kr. Assyrien blir åter den starka makten
626-612 f.Kr. Babylon lägger Assyrien under sig
539 f.Kr. Persien under Kyris den store erövrar Babylon

## Den osmanska perioden
1500-talet till 1918

## Republiken
1958 och framåt.